# Franc Očko
Franc Očko, slovenski judoist, * 31. marec 1960, Slovenska Bistrica.
Očko je za Jugoslavijo nastopil na Poletnih olimpijskih igrah 1980 v Moskvi in na Poletnih olimpijskih igrah 1984 v Los Angelesu.
Obakrat je nastopil v kategoriji do 65 kilogramov. V Moskvi je osvojil 19. v Los Angelesu pa 12. mesto. 